# Oskar Kummetz
Oskar Kummetz (21 de julio de 1891 - 17 de diciembre de 1980) fue un almirante general alemán. Sirvió en la Marina Imperial Alemana durante la Primera Guerra Mundial como comandante de flotillas de torpederos al final del conflicto y en la Kriegsmarine durante la Segunda Guerra Mundial.

## Historial de servicio
Kummetz fue galardonado con la Cruz de Caballero de la Cruz de Hierro por su actuación en la Batalla del estrecho Drøbak, el 9 de abril de 1940, primer día de la llamada Operación Weserübung.
En el transcurso de la misma fue hundido el crucero pesado  Blücher bajo su mando por los disparos efectuados desde un cañón de una fortaleza noruega. De todos modos recibió La Cruz de Caballero que le fue otorgada en reconocimiento a su valentía en el campo de batalla y su exitoso liderazgo militar.
Su siguiente mando fue el del crucero pesado  Admiral Hipper, con el que atacó infructuosamente un importante convoy Aliado JVW-51 junto al Lützow al mando de Georg Thiele  durante la Batalla del Mar de Barents y que resultó seriamente dañado por fuego dirigido por radar de parte de los cruceros del almirante Burnett. 
Su buque de escolta, el destructor Friedrich Eckoldt, por un fatal error de identificación  fue cañoneado y hundido con toda su tripulación a bordo,  por el crucero ligero británico HMS Sheffield
La acción se saldó con la pérdida del  Friedrich Eckoldt a cambio de 5 destructores británicos de escolta.
Terminada la guerra fue capturado por los británicos y liberado sin cargos en 1946. Falleció en Neustadt an der Weinstrasse en 1980 a sus 89 años.

## Condecoraciones
Cruz de Hierro (1914) de 2.ª clase (30 de junio de 1916)
 Cruz de Hierro (1914) de 1.ª clase (27 de septiembre de 1918)
 Cruz de honor de la guerra mundial 1914/1918 (enero de 1935)
 Cruz de Comendador de la Orden del Mérito de Hungría (20 de agosto de 1938)
 Cruz de Hierro de 2.ª clase (14 de octubre de 1939)
 Cruz de Hierro de 1.ª Clase (12 de abril de 1940)
  Medalla  del retorne a Memel (14 de marzo de 1940)
 Cruz de Caballero de la Cruz de Hierro el 18 de enero de 1941
• Insignia de la flota de guerra